# Marco Antonio Yon Sosa
Marco Antonio Yon Sosa (7 de septiembre de 1929-20 de mayo de 1970), más conocido como el Chino Yon Sosa, fue un guerrillero guatemalteco, comandante de las FAR y el Movimiento Revolucionario 13 de Noviembre, organizaciones de ideología marxista.

## Biografía
Nació en Los Amates, Izabal el 7 de septiembre de 1929, hijo de Juan Manuel Yon, originario de la China e hijo natural de Jesús Sosa. 
El Teniente Marco Antonio Yon Sosa fue un militar guatemalteco insurrecto que recibió parte de su entrenamiento en la Escuela de las Américas, adiestrado en tácticas de guerrilleras, instruido por asesores marines de Estados Unidos, lo cual le permitió sobrevivir a la persecución gubernamental.
Yon Sosa estaba a cargo del denominado Frente Alaric Bennet que tenía su base de operaciones en el departamento de Izabal.

### Movimiento Revolucionario del 13 de noviembre de 1960
Yon Sosa fue uno de los militares más activos del Movimiento Revolucionario del 13 de noviembre de 1960, junto con el capitán Alejandro de León, Luis Turcios Lima y Luis Trejo Esquivel, convirtiéndose en Líder del Movimiento Revolucionario 13 de Noviembre (MR-13, originalmente Frente Insurreccional Alejandro de León Aragón), una organización guerrillera de Guatemala. Yon Sosa fue hijo de un comerciante chino, por lo cual le dio al movimiento un enfoque maoísta.

### Comisión a Cuba
En septiembre de 1962 Yon Sosa llegó a la Habana, allí se entrevistó con el expresidente guatemalteco Jacobo Arbenz quien se encontraba exiliado en Cuba. También hizo contactos con representantes de la Juventud Patriótica del Trabajo (JPT). Tras las entrevistas en Cuba, Yon Sosa regresó a Guatemala en 1962 y se llevó a cabo una reunión conjunta entre el MR-13, el PGT, y el Movimiento Revolucionario 12 de Abril, la cual llevó a la unión de las tres organizaciones y la formación de las Fuerzas Armadas Rebeldes (FAR) y también en dicha reunión fue nombrado Yon Sosa comandante en jefe del MR-13.

### Funciones en las FAR
El 20 de diciembre de 1964 en el campamento “Las Orquídeas” se llevó a cabo una convención guerrillera en la que Yon Sosa intentó imponer sus pensamientos trotskistas al resto del grupo, y al no ser aceptada la nueva orientación, el MR-13 empezó a separarse de los otros grupos hasta llegar a una ruptura en marzo de 1965. No obstante, en enero de 1968 el MR-13 se vuelve a unir a las FAR y Yon Sosa es nombrado comandante en jefe de esta última.

### Muerte
Para marzo de 1969 el MR-13 había sufrido muchas bajas productos de la lucha con los aparatos militares del gobierno, por esta razón Yon Sosa intento levantar sus estructuras y establecer comunicación con un grupo de Cuba que estaba llegando a Chiapas, pero el 18 de mayo de 1970 fue capturado junto con Socorro Sical por el Ejército Mexicano, (sin embargo, otra versión sostiene que Yon Sosa intentaba alcanzar al frente guerrillero de las FAR en Petén, pero se desvió de su ruta).  A pesar de que Yon Sosa se identificó con su rango militar, entregó su arma y dinero, la vida no le fue perdonada por quien llegaría a ser el general Casillas, y con su muerte terminó el MR-13.
Marco Yon fue sepultado a las 18:30 horas del 20 de mayo de 1970, en un cementerio de Tuxtla Gutiérrez, en la tumba número 5582, cerca de sus compañeros: Enrique Cahueque Juárez (tumba 5581) y Fidel Raxcacoj Ximutul (tumba 5584). Hoy en día la tumba esta en el panteón Perpetuidad 0220 18.